# Ekrima Sa'id Sabri
Pour les articles homonymes, voir Sabri.
Cheikh Ekrima Sa'id Sabri (en arabe : عكرمة سعيد صبري), né à Qalqilya en Cisjordanie, en 1939, est un homme religieux et politique. Il est nommé grand mufti de Jérusalem et de Palestine de 1994 à 2006. 
Ses prises de position politique contre Israël, les Juifs ou l'Occident font l'objet de plaintes.

## Biographie

### Famille et formation
Ekrima Sabri naît en 1939 à Qalqilya, d'une famille musulmane très pratiquante. Son père Saïd Sabri est un juge des affaires religieuses, membre de la Cour d'appel de la charia et un prêcheur de la mosquée al-Aqsa à Jérusalem.
Ekrima Sabri termine ses études secondaires à Naplouse où son père travaille comme juge à l'époque. Il se rend ensuite à Bagdad en Irak pour y obtenir son diplôme en études islamiques en 1963. Il obtient une maîtrise en charia en 1989 à l'université Najah de Naplouse et son doctorat (PDH) en jurisprudence générale de la Faculté de charia et de droit en 2001 à al-Azhar du Caire, en Égypte.
Ekrima Sabri habite Jérusalem-Est, il est marié et père de cinq enfants : trois garçons et deux filles.

### Carrière politique et religieuse
Ekrima Sabri est enseignant à l'école secondaire islamique Al-Aqsa à Jérusalem de 1963 à 1986 ; il en est le directeur entre 1968 et 1974. 
Il est grand mufti de Jérusalem et de Palestine d'octobre 1994 à juillet 2006, nommé à ce poste par Yasser Arafat. Il prend le contrôle des institutions waqf de Jérusalem en 1998, après un conflit l'opposant à un autre mufti de Jérusalem nommé en même temps que lui par le roi Hussein de Jordanie.
Il sert d'autorité religieuse suprême au sein de l'Autorité palestinienne, avant d'être démis par Mahmoud Abbas, apparemment du fait de sa popularité croissante ainsi que de ses opinions politiques racistes ou antisémites reflétant son parti pris,. 
Israël arrête Sabri à plusieurs reprises pour incitation à la violence, puis le relâche quelques heures ensuite, la dernière fois en mars 2021,,.

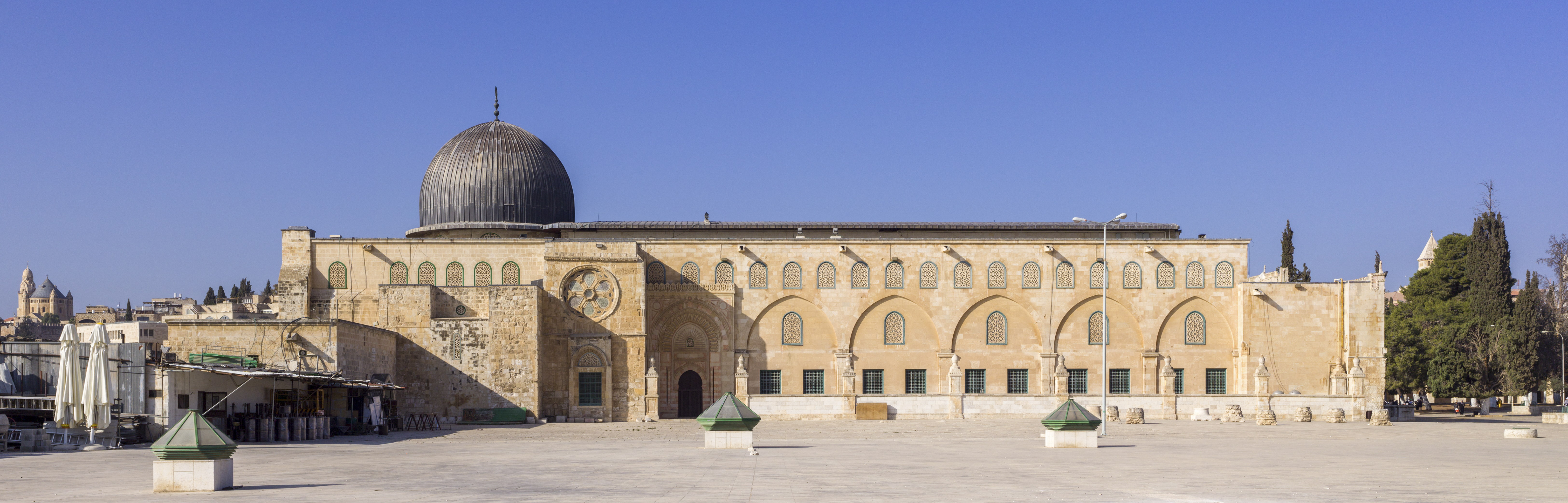
Vue extérieure de la mosquée al-Aqsa sur le mont du Temple / esplanade des Mosquées.

Après son limogeage, il devient un prédicateur charismatique à la mosquée Aqsa et est élu chef du Conseil musulman suprême à Al-Quds Al-Sharif, dès 1997.  
Ikrima Sabri occupe un certain nombre de postes dont celui de directeur de la prédication et de l'orientation en Cisjordanie, directeur du Collège des sciences islamiques à Abu Dis ou grand-mufti de Jérusalem, de ses environs et des territoires palestiniens.  
Il est le fondateur et président du Conseil des érudits et des prédicateurs en Palestine en 1992, le chef du Conseil suprême de la Fatwa en Palestine et le prédicateur de la mosquée Al-Aqsa. Il est membre fondateur de l'Association de l'Internationale Conférence des mosquées islamiques à Makkah Al-Mukarramah et membre de l'Académie internationale du fiqh islamique à Djeddah en Arabie saoudite.   
Il fait ainsi partie de plusieurs institutions islamiques majeures à l'échelle nationale et internationale, participe à de nombreuses conférences et séminaires, fait paraître des publications et demeure une image majeure de la représentation musulmane dans le monde.
Le 26 juin 2024, Ekrima Sabri est inculpé par Israël pour apologie du terrorisme dans des propos tenus en 2022. Sabri dénonce alors une campagne fabriquée.

## Style de prêche
Cheikh Ekrima Sabri est régulièrement imam, prédicateur et prêcheur dans les prières du vendredi dans la mosquée Aqsa depuis 1973, et autres mosquées. Dans ses prêches proches du cléricalisme des Frères musulmans, il traite le plus souvent de points d'actualité liés au conflit israélo-palestinien ou évoque la Shoah qu'il minimise,.

## Controverses
Certaines de ses déclarations sont régulièrement pointées par les observateurs sur fond de tensions israélo-palestiniennes notamment pour négationnisme ou incitation à la violence et au terrorisme,,. Il est notamment un critique virulent de la normalisation avec Israël et n'établit aucune différence entre « Juifs », « Israéliens » ou « autorités israéliennes ».
Dans une interview de 1999 concernant la situation politique sur le Mont du Temple, Sabri déclare : « Si les Juifs veulent la paix, ils resteront à l'écart d'al-Aksa. C'est un décret de Dieu. Le Haram al-Sharif appartient au musulman. Je sais que le Juif envisage de détruire le Haram. Le Juif obligera le chrétien à faire son travail pour lui. C'est la voie des Juifs. C'est la façon dont Satan se manifeste. La majorité des Juifs veulent détruire la mosquée. Ils préparent cela au moment où nous parlons »,.
Dans une interview accordée en 2000 au journal italien la Repubblica, Sabri répond à une question sur la Shoah en affirmant : « Six millions de Juifs morts ? Pas question, ils étaient beaucoup moins. Arrêtons avec ce conte de fées exploité par Israël pour capter la solidarité internationale. Ce n'est pas ma faute si Hitler a détesté les Juifs, d'ailleurs on les a détestés un peu partout. Au lieu de cela, il faut dénoncer l'injuste occupation subie par mon peuple. Demain, je demanderai à Jean-Paul II ... de soutenir notre cause. 
L'année suivante, il affirme que les attentats-suicides palestiniens contre les civils israéliens sont légitimes et autorisés par le Coran,,. Il va régulièrement féliciter les parents des « martyrs » qui les ont perpétrés,. Dans un prêche télévisé, Sabri soutient également l'utilisation d'enfants - et même des plus jeunes - dans les actes de terrorisme. 
Il a également appelé à la destruction des États-Unis et de la Grande-Bretagne. De nombreuses plaintes sont déposées contre lui pour incitation au terrorisme. 
Dans une autre interview télévisée pour la chaîne saoudienne Al-Majd TV en 2005, à propos de l'assassinat de Rafic Hariri, Premier ministre libanais, il déclare,, : « Quiconque lit Les Protocoles des Sages de Sion et en particulier le Talmud voit clairement que le but de ces protocoles est de créer le chaos pour menacer la sécurité et la stabilité du monde » - ces ouvrages cités par lui (dont Le Talmud démasqué) étant des faux antisémites notoires,.
En 2007 , il est interdit d'entrer aux Pays- Bas en raison de ses opinions radicales contre Israël. La France bloque également  son entrée en 2012. À la suite de ses incitations au terrorisme, l'État d'Israël lui a interdit de quitter le territoire.
Encore en 2022, Sabri participe à une conférence à l'occasion de la « Journée iranienne d'Al-Qods » aux côtés du chef du Hezbollah Hassan Nasrallah, du chef du Hamas Ismail Haniyeh, du chef du Jihad islamique, du Front populaire de la Palestine et d'autres intervenants appelant à la destruction d'Israël.

## Publications
- Notre droit en Palestine, 7e édition en avril 2020[28].

## Documentaire
Ekrima Sabri est présenté dans le documentaire The Root of All Evil? de 2006, de Richard Dawkins mais le réalisateur préfère le titre The God Delusion, éponyme de son ouvrage publié la même année,.

## Voir auissi